# 第70回アカデミー賞
第70回アカデミー賞（だい70かいアカデミーしょう）は1998年3月23日に発表・授賞式が行われた。司会はビリー・クリスタル。14部門にノミネートされていた『タイタニック』が作品賞を始めとする11部門を受賞したが、演技部門の受賞は逃した。

## 式典
授賞式は、『タイタニック』人気もあってか、これまでで最高の視聴率となった。70回目という節目の年を迎えた式典では、これまで作品賞を受賞した70本の作品が紹介された。
日本に関連のある作品としては、第二次世界大戦中に、ユダヤ人を救った外交官杉原千畝を描いた『ビザと美徳』が短編映画賞を受賞した。

## 候補と受賞の一覧
太字は受賞である。
また、以下での人名表記は
1. 作品の日本語公式情報およびAMPAS公式サイトの日本版とWOWOWによる授賞式放送での表記に準ずる。
2. 見当たらない場合はデータベースサイトなどを参考。
3. それでもない場合は英語表記のままとする。

| 作品賞 | 監督賞 |
| --- | --- |
| - 『タイタニック』 – ジェームズ・キャメロン、ジョン・ランドー - 『恋愛小説家』 – ジェームズ・L・ブルックス、ブリジット・ジョンソン、クリスティ・ズィー - 『フル・モンティ』 – ウベルト・パゾリーニ - 『グッド・ウィル・ハンティング/旅立ち』 – ローレンス・ベンダー - 『L.A.コンフィデンシャル』 – アーノン・ミルチャン、カーティス・ハンソン、マイケル・ネイサンソン | - ジェームズ・キャメロン – 『タイタニック』 - ピーター・カッタネオ – 『フル・モンティ』 - アトム・エゴヤン – 『スウィート ヒアアフター』 - カーティス・ハンソン – 『L.A.コンフィデンシャル』 - ガス・ヴァン・サント – 『グッド・ウィル・ハンティング/旅立ち』 |
| 主演男優賞 | 主演女優賞 |
| - ジャック・ニコルソン – 『恋愛小説家』 - マット・デイモン – 『グッド・ウィル・ハンティング/旅立ち』 - ロバート・デュヴァル – The Apostle - ピーター・フォンダ – 『木洩れ日の中で』 - ダスティン・ホフマン – 『ウワサの真相/ワグ・ザ・ドッグ』 | - ヘレン・ハント – 『恋愛小説家』 - ヘレナ・ボナム＝カーター – 『鳩の翼』 - ジュリー・クリスティ – 『アフターグロウ』 - ジュディ・デンチ – 『Queen Victoria 至上の恋』 - ケイト・ウィンスレット – 『タイタニック』 |
| 助演男優賞 | 助演女優賞 |
| - ロビン・ウィリアムズ – 『グッド・ウィル・ハンティング/旅立ち』 - ロバート・フォスター – 『ジャッキー・ブラウン』 - アンソニー・ホプキンス – 『アミスタッド』 - グレッグ・キニア – 『恋愛小説家』 - バート・レイノルズ – 『ブギーナイツ』 | - キム・ベイシンガー – 『L.A.コンフィデンシャル』 - ジョーン・キューザック – 『イン&アウト』 - ミニー・ドライヴァー – 『グッド・ウィル・ハンティング/旅立ち』 - ジュリアン・ムーア – 『ブギーナイツ』 - グロリア・スチュアート – 『タイタニック』 |
| 脚本賞 | 脚色賞 |
| - 『グッド・ウィル・ハンティング/旅立ち』 – マット・デイモン、ベン・アフレック - 『恋愛小説家』 – マーク・アンドラス、ジェームズ・L・ブルックス - 『地球は女で回ってる』 – ウディ・アレン - 『フル・モンティ』 – サイモン・ボーファイ - 『ブギーナイツ』 – ポール・トーマス・アンダーソン                                                                             | - 『L.A.コンフィデンシャル』 – カーティス・ハンソン、ブライアン・ヘルゲランド - 『フェイク』 – ポール・アタナシオ - 『スウィート ヒアアフター』 – アトム・エゴヤン - 『ウワサの真相/ワグ・ザ・ドッグ』 – デヴィッド・マメット、ヒラリー・ヘンキン - 『鳩の翼』 – ホセイン・アミニ |
| 外国語映画賞 | 歌曲賞 |
| - 『キャラクター/孤独な人の肖像』 ( オランダ) – マイク・ファン・ディム - 『ビヨンド・サイレンス』 ( ドイツ) – カロリーヌ・リンク - Four Days in September ( ブラジル) – ブルーノ・バレット - Secrets of the Heart ( スペイン) – モンチョ・アルメンダリス - 『パパってなに?』 ( ロシア) – パーヴェル・チュフライ                                                       | - ｢マイ・ハート・ウィル・ゴー・オン｣（『タイタニック』） – ジェームズ・ホーナー (作曲)、ウィル・ジェニングス (作詞) - "Journey to the Past"（『アナスタシア』） – スティーヴン・フラハーティ (作曲)、リン・アーレンズ (作詞) - "How Do I Live"（『コン・エアー』） – ダイアン・ウォーレン (作詞・作曲) - "Miss Misery"（『グッド・ウィル・ハンティング/旅立ち』） – エリオット・スミス (作詞・作曲) - ""Go the Distance"（『ヘラクレス』） – アラン・メンケン (作曲)、デヴィッド・ジッペル (作詞) |
| 長編ドキュメンタリー映画賞 | 短編ドキュメンタリー映画賞 |
| - 『ロング ウェイ ホーム 遥かなる故郷 イスラエル建国の道 』 – マービン・ハイアー、リチャード・トランキライザー - 4 Little Girls – スパイク・リー、サミュエル・D・ポラード - Ayn Rand: A Sense of Life – マイケル・パクストン - Colors Straight Up – Colors Straight Up、Julia Schachter - Waco: The Rules of Engagement – ダン・ギフォード、ウィリアム・ガゼッキ      | - A Story of Healing – ドナ・デューイ、キャロル・パステルナーク - Alaska: Spirit of the Wild – ジョージ・ケイシー、ポール・ヌヴロス - Amazon – キース・メリル、ジョナサン・スターン - Family Video Diaries: Daughter of the Bride' – テリー・ランデル - Still Kicking: The Fabulous Palm Springs Follies – メル・ダムスキ、」アンドレア・ブラアグランド |
| 短編実写映画賞 | 短編アニメ映画賞 |
| - 『ビザと美徳』 – クリス・タシマ、クリス・ドナヒュー - Dance Lexie Dance – ティム・ロアネ - It's Good to Talk – ロジャー・ゴールドバイ、バーニー・ライス - Sweethearts? – Birger Larsen、Thomas Lydholm - Wolfgang – アンダーソン・トーマス・ヤンセン、キム・マグヌセン                                                                                              | - 『ゲーリーじいさんのチェス』 – ジャン・ピンカヤ - Famous Fred – ジョアンナ・クイン - 『老婦人とハト』 – シルヴァン・ショメ - Redux Riding Hood – スティーヴ・ムーア、ダン・オシャノン - 『水の精 -マーメイド-』 – アレクサンドル・ペトロフ |
| 劇映画音楽賞 | ミュージカル・コメディ映画音楽賞 |
| - 『タイタニック』 – ジェームズ・ホーナー - 『グッド・ウィル・ハンティング/旅立ち』 – ダニー・エルフマン - 『L.A.コンフィデンシャル』 – ジェリー・ゴールドスミス - 『アミスタッド』 – ジョン・ウィリアムズ - 『クンドゥン』 – フィリップ・グラス | - 『フル・モンティ』 – アン・ダッドリー - 『メン・イン・ブラック』 – ダニー・エルフマン - 『恋愛小説家』 – ハンス・ジマー - 『ベスト・フレンズ・ウェディング』 – ジェームズ・ニュートン・ハワード - 『アナスタシア』 – スティーヴン・フラハーティ、リン・アーレンズ、デヴィッド・ニューマン |
| 音響編集賞 | 録音賞 |
| - 『タイタニック』 – トム・ベルフォート、クリストファー・ボイズ - 『フェイス/オフ』 – マーク・P・ストーキンジャー、パー・ホールバーグ - 『フィフス・エレメント』 – マーク・マンジーニ | - 『タイタニック』 – ゲイリー・ライドストロム、トム・ジョンソン、ゲイリー・サマーズ、マーク・ウラノ - 『コンタクト』 – ランディ・トム、トム・ジョンソン、デニス・S・サンズ、ウィリアム・B・カプラン - 『エアフォース・ワン』 – ポール・マッセイ、リック・クライン、ダグ・ヘムフィル、キース・A・ウェスター - 『コン・エアー』 – ケヴィン・オコネル、グレッグ・P・ラッセル、アート・ロチェスター - 『L.A.コンフィデンシャル』 – アンディ・ネルソン、アンナ・ベルマー、カーク・フランシス           |
| 美術賞 | 撮影賞 |
| - 『タイタニック』 – ピーター・ラモント、マイケル・フォード - 『メン・イン・ブラック』 – ボー・ウェルチ、シェリル・カラシック - 『クンドゥン』 – ダンテ・フェレッティ、フランチェスカ・ロシャーヴォ - 『ガタカ』 – ヤン・ロールフス、ナンシー・ナイ - 『L.A.コンフィデンシャル』 – ジャニーン・オペウォール、ジェイ・R・ハート                                        | - 『タイタニック』 – ラッセル・カーペンター - 『L.A.コンフィデンシャル』 – ダンテ・スピノッティ - 『鳩の翼』 – エドゥアルド・セラ - 『アミスタッド』 – ヤヌス・カミンスキー - 『クンドゥン』 – ロジャー・ディーキンス |
| メイクアップ賞 | 衣裳デザイン賞 |
| - 『メン・イン・ブラック』 – リック・ベイカー、デヴィッド・ルロイ・アンダーソン - 『Queen Victoria 至上の恋』 – リサ・ウェストコット、ヴェロニカ・ブレブナー、ビヴァリー・ビンダ - 『タイタニック』 – ティナ・アーンショウ、グレッグ・キャノン、サイモン・トンプソン                                                                                                  | - 『タイタニック』 – デボラ・L・スコット - 『クンドゥン』 – ダンテ・フェレッティ - 『オスカーとルシンダ』 – ジャネット・パターソン - 『アミスタッド』 – ルース・E・カーター - 『鳩の翼』 – サンディ・パウエル |
| 編集賞 | 視覚効果賞 |
| - 『タイタニック』 – コンラッド・バフ、ジェームズ・キャメロン、リチャード・A・ハリス - 『L.A.コンフィデンシャル』 – ピーター・ホーネス - 『グッド・ウィル・ハンティング/旅立ち』 – ピエトロ・スカリア - 『エアフォース・ワン』 – リチャード・フランシス＝ブルース - 『恋愛小説家』 – リチャード・マークス                                                             | - 『タイタニック』 – ロバート・レガート、マーク・ラソフ、トーマス・L・フィッシャー、マイケル・カンファー - 『ロスト・ワールド/ジュラシック・パーク』 – デニス・ミューレン、スタン・ウィンストン、 ランダル・M・デュトラ、マイケル・ランティエリ - 『スターシップ・トゥルーパーズ』 – フィル・ティペット、スコット・E・アンダーソン、 アレック・ギリス、ジョン・リチャードソン |

### アカデミー名誉賞
- スタンリー・ドーネン

### 統計
| 候補数 | 作品名                              |
| ------ | ----------------------------------- |
| 14     | タイタニック                        |
| 9      | グッド・ウィル・ハンティング/旅立ち |
| 9      | L.A.コンフィデンシャル              |
| 7      | 恋愛小説家                          |
| 4      | アミスタッド                        |
| 4      | フル・モンティ                      |
| 4      | クンドゥン                          |
| 4      | 鳩の翼                              |
| 3      | ブギーナイツ                        |
| 3      | メン・イン・ブラック                |
| 2      | エアフォース・ワン                  |
| 2      | アナスタシア                        |
| 2      | コン・エアー                        |
| 2      | Queen Victoria 至上の恋             |
| 2      | スウィート ヒアアフター             |
| 2      | ウワサの真相/ワグ・ザ・ドッグ       |

| 受賞数 | 作品名                              |
| ------ | ----------------------------------- |
| 11     | タイタニック                        |
| 2      | 恋愛小説家                          |
| 2      | グッド・ウィル・ハンティング/旅立ち |
| 2      | L.A.コンフィデンシャル              |

## プレゼンター・パフォーマー[3][4]

### プレゼンター
| 名前                                  | 役 |
| ------------------------------------- | --- |
| ノーマン・ローズ                      | 第70回アカデミー賞アナウンサー                                                                            |
| ロバート・レイム (AMPAS会長)          | 開会挨拶                                                                                                  |
| キューバ・グッディング・ジュニア      | 助演女優賞プレゼンター                                                                                    |
| エリザベス・シュー                    | 衣装デザイン賞プレゼンター                                                                                |
| ダスティン・ホフマン                  | the 70 years of Best Picture winners montageプレゼンター                                                  |
| ネーヴ・キャンベル                    | パフォーマンス "Journey to the Past"、"Go to the Distance"プレゼンター                                    |
| アーノルド・シュワルツェネッガー      | 『タイタニック』プレゼンター                                                                              |
| ミラ・ソルヴィノ                      | 助演男優賞プレゼンター                                                                                    |
| キャメロン・ディアス                  | 録音賞プレゼンター                                                                                        |
| マイク・マイヤーズ                    | 音響編集賞プレゼンター                                                                                    |
| シガニー・ウィーバー                  | 『恋愛小説家』プレゼンター                                                                                |
| ヘレン・ハント                        | 視覚効果賞プレゼンター                                                                                    |
| フェイ・レイ                          | ベン・アフレック、マット・デイモンの紹介                                                                  |
| ベン・アフレック マット・デイモン     | 短編実写映画賞・短編アニメ映画賞プレゼンター                                                              |
| ジェフリー・ラッシュ                  | 主演女優賞プレゼンター                                                                                    |
| アントニオ・バンデラス                | 劇映画作曲賞プレゼンター                                                                                  |
| ジェニファー・ロペス                  | ミュージカル・コメディ映画音楽賞プレゼンター                                                              |
| ドリュー・バリモア                    | メイクアップ賞プレゼンター                                                                                |
| アレック・ボールドウィン              | 『L.A.コンフィデンシャル』プレゼンター                                                                    |
| サミュエル・L・ジャクソン             | 編集賞プレゼンター                                                                                        |
| アシュレイ・ジャッド                  | 科学技術賞・ゴードン・E・ソーヤー賞プレゼンター                                                           |
| マーティン・スコセッシ                | 名誉賞プレゼンター                                                                                        |
| マット・ディロン                      | 『L.A.コンフィデンシャル』プレゼンター                                                                    |
| ・マドンナ                            | パフォーマンス "How Do I Live",、"Miss Misery"、｢マイ・ハート・ウィル・ゴー・オン｣紹介 歌曲賞プレゼンター |
| ジャイモン・フンスー                  | 短編ドキュメンタリー映画賞プレゼンター                                                                    |
| ロバート・デ・ニーロ                  | 長編ドキュメンタリー映画賞プレゼンター                                                                    |
| ウーピー・ゴールドバーグ              | In Memoriamプレゼンター                                                                                   |
| メグ・ライアン                        | 美術賞プレゼンター                                                                                        |
| ロビン・ウィリアムズ                  | The 70 Years of Oscars montageプレゼンター                                                                |
| フランシス・マクドーマンド            | 主演男優賞プレゼンター                                                                                    |
| シャロン・ストーン                    | 外国語映画賞プレゼンター                                                                                  |
| ジャック・レモン ウォルター・マッソー | 脚本賞・脚色賞プレゼンター                                                                                |
| デンゼル・ワシントン                  | 撮影賞プレゼンター                                                                                        |
| スーザン・サランドン                  | The Oscar Family Albumプレゼンター                                                                        |
| ジーナ・デイヴィス                    | 『フル・モンティ』プレゼンター                                                                            |
| ウォーレン・ベイティ                  | 監督賞プレゼンター                                                                                        |
| ショーン・コネリー                    | 作品賞プレゼンター                                                                                        |

### パフォーマー
| 名前                     | 役           | 内容                                                |
| ------------------------ | ------------ | --------------------------------------------------- |
| ジェリー・ゴールドスミス | 作曲         | "Fanfare for Oscar"                                 |
| ビル・コンティ           | 編曲         | オーケストラ                                        |
| ビリー・クリスタル       | 司会         | オープニング・ナンバー                              |
| マイケル・ボルトン       | パフォーマー | "Go to the Distance" (ヘラクレス)                   |
| アリーヤ                 | パフォーマー | "Journey to the Past" (アナスタシア)                |
| トリシャ・ヤーウッド     | パフォーマー | "How Do I Live" (コン・エアー)                      |
| エリオット・スミス       | パフォーマー | "Miss Misery" (グッド・ウィル・ハンティング/旅立ち) |
| セリーヌ・ディオン       | パフォーマー | ｢マイ・ハート・ウィル・ゴー・オン｣ (タイタニック)   |

## In Memoriam
前年に亡くなった映画人を追悼するIn Memoriamのプレゼンターはウーピー・ゴールドバーグで、俳優のロイド・ブリッジス、三船敏郎、クリス・ファーレイ、バージェス・メレディス、ロバート・ミッチャム、J・T・ウォルシュ、ジェームズ・スチュワート、監督のサミュエル・フラー、撮影監督のスタンリー・コルテス、海洋学者でドキュメンタリー作品も手がけたジャック＝イヴ・クストーなどの功績を称えた。